# Molly Geertsema

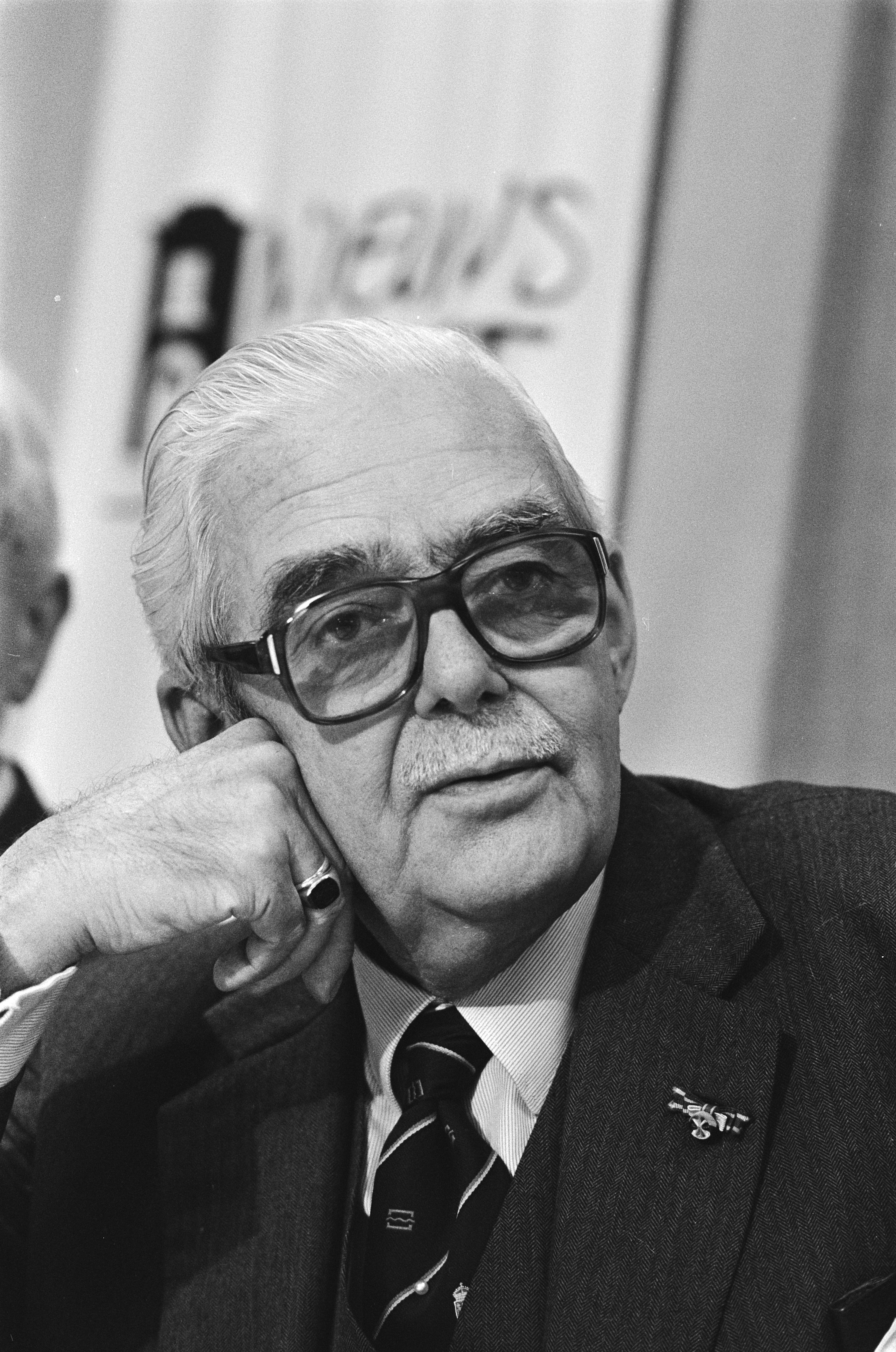
Molly Geertsema (1985)

Willem Jacob „Molly“ Geertsema (* 18. Oktober 1918 in Utrecht; † 27. Juni 1991 in Wassenaar, Provinz Zuid-Holland) war ein niederländischer Jurist und Politiker der Partij van de Vrijheid (PvdV) sowie später der Volkspartij voor Vrijheid en Democratie (VVD), der sowohl Mitglied der Zweiten Kammer als auch später der Ersten Kammer der Generalstaaten sowie Bürgermeister von Warffum und Wassenaar war. Er war zwischen 1971 und 1973 Vize-Ministerpräsident und Innenminister im Kabinett von Ministerpräsident Barend Biesheuvel und danach von 1973 bis 1983 Kommissarin der Königin für die Provinz Gelderland. Innerhalb der liberalen VVD vertrat er linke Ansichten und setzte sich neben einer Zusammenarbeit mit der Partij van de Arbeid (PvdA) für die Rechte von Homosexuellen ein.

## Leben

### Familie, Studium und Kommunalpolitiker
Geertsema stammte aus einer Familie von Unternehmern und Politikern und war der Sohn von Johan Herman Geertsema, einem Mitinhaber des Bankhauses Geertsema, Feith en Co. in Groningen. Sein Urgroßvater Johan Herman Geertsema war sowohl Mitglied der Ersten als auch der Zweiten Kammer der Generalstaaten, zwei Mal Innenminister sowie zwischen 1878 und 1893 Kommissar des Königs der Provinz Overijssel, während sein Großvater Wilhelm Jacob Geertsema mit Unterbrechungen zehn Jahre Mitglied der Zweiten Kammer war. Sein Großonkel Carel Coenraad Geertsema war von 1893 bis 1917 Kommissar der Königin der Provinz Groningen sowie ebenfalls mehrere Jahre Mitglied der Ersten Kammer. 
Molly Geertsema selbst besuchte zunächst von 1924 bis 1930 die Privatschule Instituut Wolters sowie danach das Tweede Gymnasium in Den Haag, an dem er 1937 seinen Gymnasialabschluss erwarb. 1937 nahm er ein Studium im Fach Recht der Niederlande an der Rijksuniversiteit Leiden auf, das er am 25. Juni 1947 abschloss. Bereits während seines Studiums nahm er 1942 eine Tätigkeit als Verwaltungsbeamter im Gemeindesekretariat von Oegstgeest auf. Während seines Studiums engagierte er sich zwischen 1945 und 1946 als Vorsitzender des Niederländischen Studentenrates (Nederlandse Studentenraad). Nach Abschluss des Studiums arbeitete er von 1947 bis zum 1. März 1953 als Repetent für Bürgerliches Recht an der Universität Leiden. 
Seine politische Laufbahn begann Geertsema, der zunächst der Partij van de Vrijheid (PvdV) sowie seit dem 24. Januar 1948 der Volkspartij voor Vrijheid en Democratie (VVD) angehörte, in der Kommunalpolitik, und war während dieser Zeit von 1948 bis März 1953 Sekretär des VVD-Verbandes von Leiden. Daneben war er zunächst vom 28. August 1950 bis zum 3. März 1953 als Mitglied des Gemeinderates von Leiden sowie anschließend zwischen dem 1. März 1953 bis zum 1. Mai 1957 als Bürgermeister von Warffum.

### Abgeordneter, Fraktionsvorsitzender und Bürgermeister von Wassenaar
Am 1. Mai 1957 wurde Geertsema Leiter der Abteilung für öffentlichrechtliche Betriebsorganisationen im Innenministerium und war dort bis März 1959 tätig. Daneben engagierte er sich weiterhin in der Kommunalpolitik und vertrat vom 2. September 1958 bis zum 1. April 1961 die VVD als Mitglied im Stadtrat von Den Haag.
Als Kandidat der VVD wurde er am 20. März 1959 erstmals zum Mitglied der Zweiten Kammer der Generalstaaten gewählt, der er bis zum 6. Juli 1971 angehörte. In dieser Zeit war er zwischen dem 14. Juli 1963 und dem 12. März 1966 sowie erneut vom 1. Oktober 1969 bis zum 6. Juli 1971 Vorsitzender der Fraktion der VVD. Zwischenzeitlich war er zwischen dem 12. März 1966 und dem 1. Oktober 1969 Stellvertreter Vorsitzender der VVD-Fraktion.
Neben seiner Parlamentszugehörigkeit fungierte Geertsema fast zehn Jahre lang vom 1. April 1961 bis zum 16. Januar 1971 als Bürgermeister von Wassenaar.
Für seine langjährigen Verdienste wurde ihm am 29. April 1970 das Ritterkreuz des Ordens vom Niederländischen Löwen verliehen.

### Minister, Kommissar der Königin und Senator

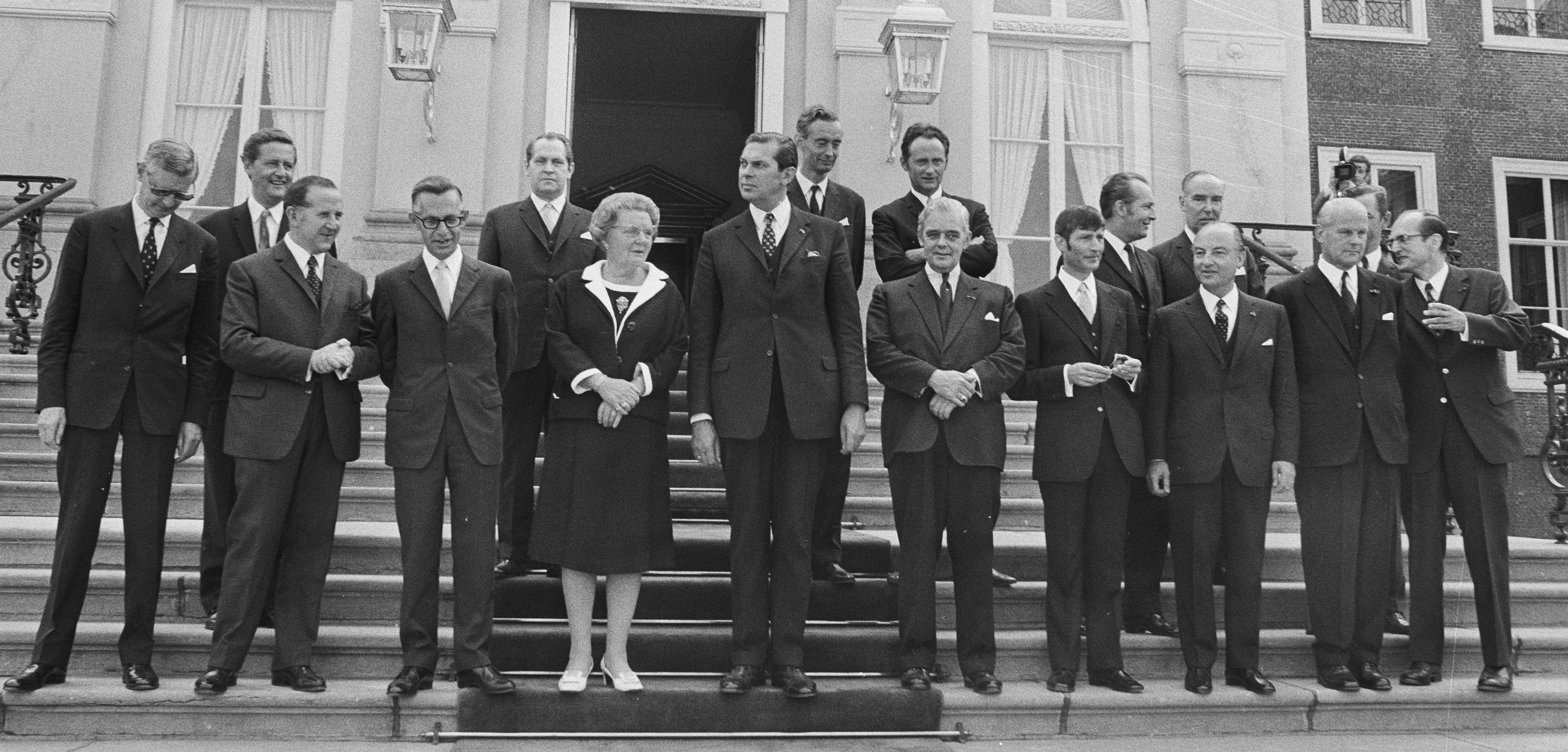
Molly Geertsema (vordere Reihe, 6. von links) mit dem Kabinett Biesheuvel beim Amtsantritt mit Königin Juliana am 6. Juli 1971

Am 1. Oktober 1969 wurde Geertsema Politischer Führer der VVD und bekleidete diese Funktion bis zum 23. September 1972 und war als solcher Spitzenkandidat seiner Partei bei den Parlamentswahlen 1971. Innerhalb der liberalen VVD vertrat er linke Ansichten und setzte sich neben einer Zusammenarbeit mit der Partij van de Arbeid (PvdA) für die Rechte von Homosexuellen ein.
Ministerpräsident Barend Biesheuvel berief ihn am 6. Juli 1971 als Vize-Ministerpräsident (Viceminister-President) und Innenminister (Minister van Binnenlandse Zaken) in dessen Kabinett, dem er bis zum 11. Mai 1973 angehörte. Daneben fungierte er zwischen dem 1. Januar und dem 11. Mai 1973 als Minister mit der Zuständigkeit für die Koordinierung der Angelegenheiten von Suriname und den Niederländischen Antillen. Er wurde ferner nach seinem Ausscheiden aus der Regierung am 8. Juni 1973 zum Kommandeur des Ordens von Oranien-Nassau ernannt. 
Geertsema, der vom 7. Februar bis zum 5. Mai 1973 sowie erneut zwischen dem 28. Mai und dem 9. November 1973 Mitglied der Zweiten Kammer der Generalstaaten war, wurde am 9. November 1973 von Königin Juliana zum Kommissar der Königin (Commissaris van de Koningin) in der Provinz Gelderland ernannt. Dieses Amt bekleidete er offiziell nach seinem Amtsantritt am 1. Dezember 1973 bis zum 1. November 1983. 1980 war er Vorsitzender der Programmkommission der VVD, die das sogenannte Liberaal Mainifest erarbeitete. 
Kurz vor Beendigung seiner Tätigkeit als Kommissar der Königin wurde Geertsema am 14. Oktober 1983 zum Großoffizier des Ordens von Oranien-Nassau ernannt. 
Im Anschluss wurde er für die VVD am 13. September 1983 auch noch Mitglied der Zweiten Kammer der Generalstaaten und gehörte dem Senat des niederländischen Parlaments bis zum 23. Juni 1987 an.